# Yang Hak-seon
Yang Hak-seon (Koreaans: 양학선) (Gwangju, 6 december 1992) is een Zuid-Koreaans turner. 
Yang werd zowel in 2011 als in 2013 wereldkampioen op sprong. Tijdens de Olympische Zomerspelen 2012 in het Britse Londen won Yang de gouden medaille op sprong.
Tijdens de wereldkampioenschappen in 2011 viel Yang tijdens beiden finalesprongen en eindigde als zevende. Door een blessure kon Yang niet deelnemen aan de Olympische Zomerspelen 2016 in het Braziliaanse Rio de Janeiro. Yang plaatse zich in 2017 als eerste voor de finale op sprong tijdens de wereldkampioenschappen, maar kon vanwege een blessure niet deelnemen.
In 2023 nam hij deel aan de realitycompetitieserie Physical: 100, waar hij de top dertig haalde. 

## Resultaten

### Olympische Zomerspelen
| Jaar | Plaats | Resultaten |
| ---- | ------ | ---------- |
| 2012 | Londen | op sprong  |

### Wereldkampioenschappen turnen
| Jaar | Plaats    | Resultaten                            |
| ---- | --------- | ------------------------------------- |
| 2010 | Rotterdam | 4e op sprong 8e in de landenwedstrijd |
| 2011 | Tokio     | op sprong                             |
| 2013 | Antwerpen | op sprong                             |
| 2014 | Nanning   | 7e op sprong                          |

1896: Carl Schuhmann ·
1904: Anton Heida, George Eyser ·
1924: Frank Kriz ·
1928: Eugen Mack ·
1932: Savino Guglielmetti ·
1936: Alfred Schwarzmann ·
1948: Paavo Aaltonen ·
1952: Viktor Tsjoekarin ·
1956: Helmut Bantz, Valentin Moeratov ·
1960: Takashi Ono, Boris Sjachlin ·
1964: Haruhiro Yamashita ·
1968: Mikhail Voronin ·
1972: Klaus Köste ·
1976: Nikolaj Andrianov ·
1980: Nikolaj Andrianov ·
1984: Lou Yun ·
1988: Lou Yun ·
1992: Vitali Tsjerbo ·
1996: Aleksej Nemov ·
2000: Gervasio Deferr ·
2004: Gervasio Deferr ·
2008: Leszek Blanik ·
2012: Yang Hak-seon ·
2016: Ri Se-gwang ·
2020: Shin Jea-hwan ·
2024: Carlos Yulo